# Amateur Athletic Union
Pour les articles homonymes, voir AAU.
L’Amateur Athletic Union (AAU) a régi le sport aux États-Unis pendant la majeure partie du XXe siècle.
L’Amateur Athletic Union est un organisme à but non lucratif. Multi-disciplinaire, l'AAU a pour but la promotion et le développement du sport amateur et les programmes d'entretien par le sport.

## Histoire
Le 30 janvier 1878 à New York, le rameur et coureur américain William B. Curtis fonde officiellement ce qui est devenu, en 1887, l'Amateur Athletic Union (AAU).
Jusqu'à la fin des années 1970, l'AAU avait la charge de représenter les États-Unis pour le sport international dans les fédérations internationales de sport. L'AAU travaillait en étroite collaboration avec le mouvement olympique pour la préparation des athlètes pour disputer les Jeux olympiques.
L'AAU a dirigé l'athlétisme aux États-Unis jusqu'à ce qu'en 1979, le premier Amateur Sports Act de 1978 décrète que l'AAU ne pouvait plus tenir le rôle de fédération sportive pour plusieurs sports sur le plan international.
La promulgation de la loi sur le sport amateur a été motivée par des pressions exercées par les athlètes amateurs, en particulier les coureurs, qui ont estimé que l'AAU imposait des règles artificielles pour prévenir d'une trop grande participation dans le sport.

## Sources
- (en) Cet article est partiellement ou en totalité issu de l’article de Wikipédia en anglais intitulé « Amateur Athletic Union » (voir la liste des auteurs) dans sa version du 25 mai 2008.